# Olustvere (przystanek kolejowy)
Olustvere – przystanek kolejowy w miejscowości Olustvere, w prowincji Viljandimaa, w Estonii. Położony jest na linii Tallinn – Viljandi.

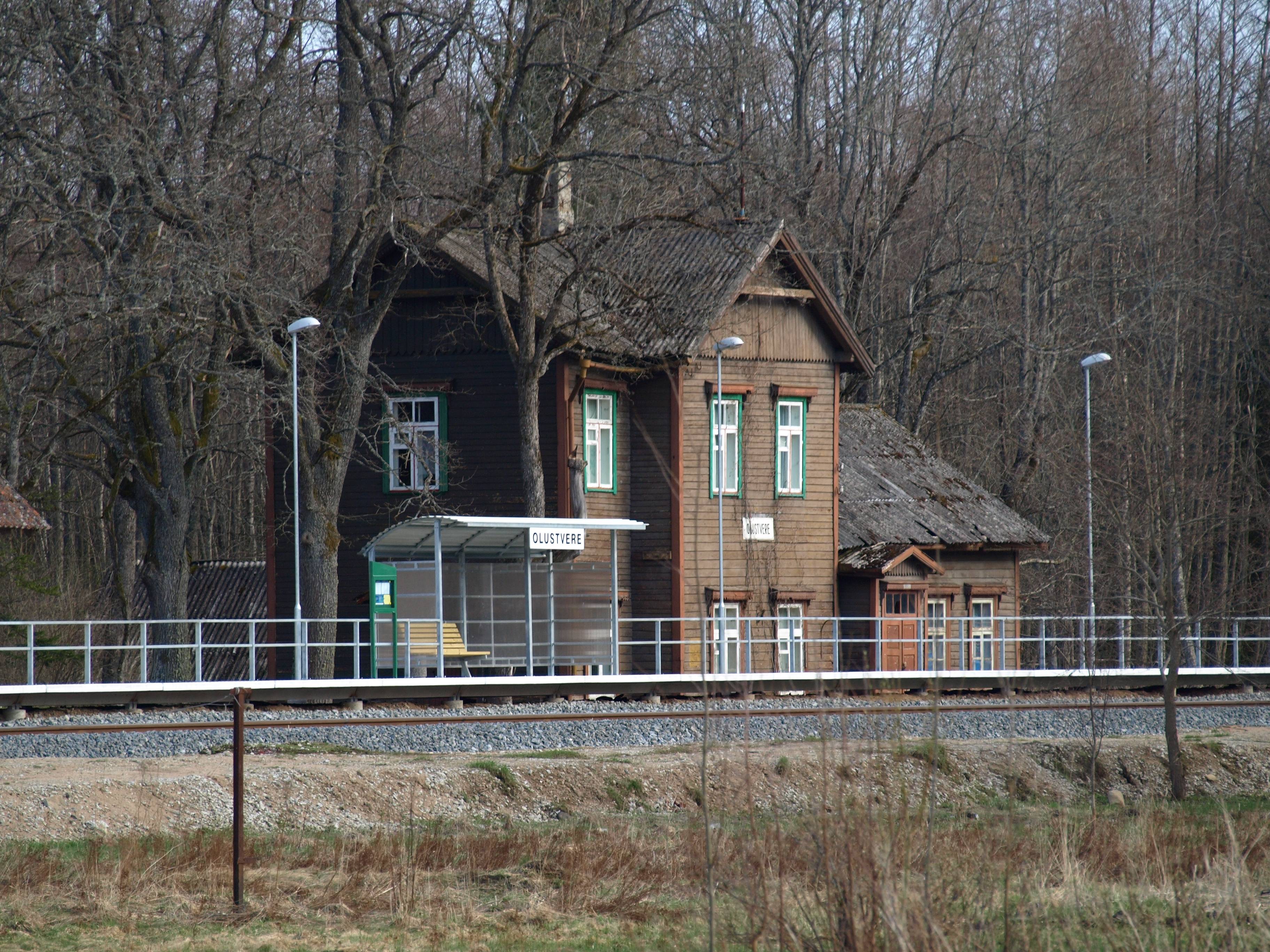
budynek stacyjny
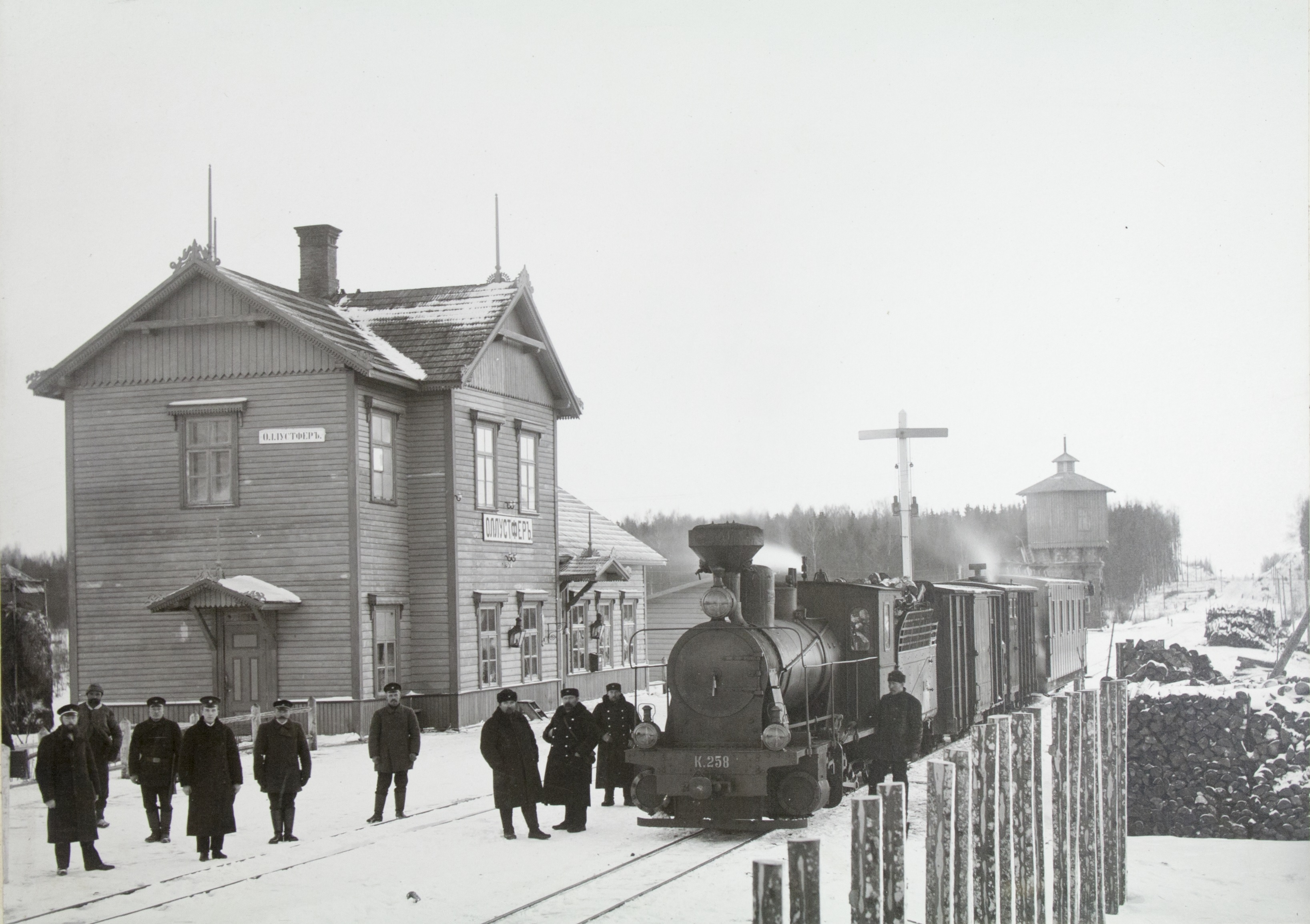
stacja w czasach carskich